# Temple de la renommée sportive du Nouveau-Brunswick
Pour les articles homonymes, voir Temple de la renommée.
Le Temple de la renommée sportive du Nouveau-Brunswick se situe à Fredericton. Il a été créé en 1970 afin de rendre hommage aux meilleurs athlètes de la province.

## Membres

### À titre individuel
| Initiale | Nom               | Année | Sport               |
| -------- | ----------------- | ----- | ------------------- |
| A        | Marc Albert       | 2001  | Volley-ball         |
| B        | Charles Bourgeois | 1999  | Hockey sur glace    |
|          | Luc Bourdon       | 2011  | Hockey sur glace    |
|          | Hilton Belya      | 1971  | Aviron              |
|          | Ethel Babbitt     | 1972  | Tennis              |
| C        | Rhéal Cormier     | 1994  | Baseball            |
| D        | Gordie Drillon    | 1970  | Hockey sur glace    |
|          | Mabel Deware      | 1976  | Curling             |
|          | Yvon Durelle      | 1971  | Boxe                |
| F        | Ralph Fitzpatrick | 1971  | Basket ball         |
| G        | Danny Grant       | 1985  | Hockey sur glace    |
|          | Charles Gorman    | 1970  | Patinage de vitesse |
| H        | Russ Howard       | 2006  | Curling             |
| L        | Joseph Lamb       | 1972  | Hockey sur glace    |
| M        | Roland Melanson   | 2010  | Hockey sur glace    |
| N        | Donald Norton     | 1970  | Athlétisme          |
| O        | Willie O'Ree      | 1984  | Hockey sur glace    |
| S        | Norman Seely      | 1972  | Basket ball         |
|          | Percival Streeter | 1970  | Golf                |
| T        | Ron Turcotte      | 1973  | Sport hippique      |
|          | Andrew Tommy      | 1971  | Football américain  |

### À titre collectif
- Hawks de Moncton : 1970
- The Paris Crew : 1972